# Ornithoglossum
Ornithoglossum es un género de plantas herbáceas con once especies, perteneciente a la familia Colchicaceae. Es originario de Tanzania hasta el sur de África.

## Especies
- Ornithoglossum calcicola K.Krause & Dinter
- Ornithoglossum dinteri K.Krause
- Ornithoglossum glaucum Salisb.
- Ornithoglossum gracile B.Nord.
- Ornithoglossum lichtensteinii Schltdl.
- Ornithoglossum parviflorum B.Nord.
- Ornithoglossum platycheilum Weathers
- Ornithoglossum undulatum Spreng.
- Ornithoglossum viride Dryand.
- Ornithoglossum vulgare B.Nord.
- Ornithoglossum zeyheri (Baker) B.Nord.